# Julia Murray
Julia Murray, née le 23 décembre 1988, est une skieuse acrobatique canadienne spécialisée dans les épreuves de skicross. 
Au cours de sa carrière, elle n'a jamais disputé les Jeux olympiques d'hiver, toutefois elle a participé à un mondial où elle prend la dixième place en 2009 à Inawashiro, enfin en coupe du monde elle est montée à trois reprises sur un podium dont une seconde place le 9 janvier 2010 aux Contamines.

## Palmarès

### Championnats du monde
| Édition/Discipline | Saut acrobatique |
| Mondiaux 2009      | 10e              |
| Mondiaux 2011      | 2e               |

### Coupe du monde
- Meilleur classement général : 34e en 2009.
- Meilleur classement en skicross : 10e en 2008.
- 3 podiums en skicross.